# Hipertermie
Hipertermia reprezintă creșterea anormală a temperaturii corpului, datorită unei probleme de termoreglare a organismului.